# 侯佐
侯佐（？—1649年），號東俾，山西平陽府解州人。明末政治人物。同進士出身。

## 生平
崇禎六年癸酉山西鄉試第三名舉人，七年（1634年），联登甲戌科會試第一百四十五名，廷試三甲第一百六十三名進士，工部觀政，八年授南直隶建平知县，十年调合肥县，十二年升刑部四川司主事，十五年改吏部验封司主事，升文选司。
顺治六年己丑（1649年），山西发生大同总兵姜瓖起义反清。侯佐遇贼拷掠，骂贼不屈，与父嗣晋一起被害。

## 家族
曾祖侯聘，增生乡饮；祖侯树烈，庠生；父侯嗣晋，庠生。